# Art du déplacement
Pour les articles ayant des titres homophones, voir ADD.
Ne doit pas être confondu avec Parkour, Freerunning ou Tricking.
L’art du déplacement, en abrégé ADD, est, selon la sociologue Marta Nešković, « un art de mouvement corporel qui consiste en des déplacements dans les espaces urbains et naturels ». Selon ses tenants, c'est une activité physique promouvant le développement physique, mental ou encore social du pratiquant,,.
Fondé et popularisé dans les années 1990 par le collectif français « Yamakasi », dont les membres sont originaires d'Évry, de Sarcelles et de Lisses, l'art du déplacement se structure en réseau d’associations portant chacune le nom d’Art du déplacement Academy (ADDA) et en fédération (Fédération Yamak des Arts du déplacement et de la danse de l’air).

## Définition
Le site Légifrance définit l'art du déplacement comme étant une « discipline acrobatique qui consiste à franchir successivement divers obstacles urbains ou naturels, avec aisance et rapidité, sans l'aide d'aucun matériel » et qui « donne lieu à des parcours combinant des sauts, de l'escalade et des figures ». Cette discipline relève des « sports de rue ».
Selon ses promoteurs, la pratique de l'art du déplacement permet à l'individu de s'approprier l'espace et de le voir différemment avec le temps. Ce serait aussi un art de vie.

## Nomenclature
Les pratiquants  se nomment « yamaks », en référence au nom du groupe fondateur : les « Yamakasi ». Ce dernier terme, qui provient du lingala, un dialecte zaïrois, signifie « homme fort » ou « esprit fort ».

## Histoire
À l'origine, il y a un groupe d'adolescents se donnant des défis aux quatre coins de Lisses et d'Évry. À la fin des années 1980, Yann Hnautra, tout juste arrivé de Nouvelle-Calédonie et très attiré par ce qui touche au mouvement, se lie d'amitié avec David Belle et partage avec lui des heures d'entrainement et de défis. Au fil des années, le groupe s'agrandit, Yann Hnautra rencontre Laurent Piemontesi, David Belle sympathise avec Sébastien Foucan. Des liens se tissent entre la famille Belle d'Évry (au sud de Paris) et celle de Sarcelles (au nord) : David Belle rencontre ses cousins Chau Belle et Williams Belle, lesquels rejoignent progressivement le groupe d'amis et contribuent à sa dynamique.
Avec le temps, les défis évoluent vers une pratique plus consciente : sous l'impulsion de Yann Hnautra, Laurent Piemontesi, Chau Belle, Williams Belle, David Belle, Sébastien Foucan, Malik Diouf, Charles Perrière et Guylain N'Guba Boyeke, le groupe de pratiquants prend le nom de Yamakasi. Il se fait connaître lors de divers évènements : en 1997, il effectue une démonstration devant les sapeurs pompiers de Paris et fait l'objet d'un reportage sur stade 2 ; en 1999-2000, certains membres participent au spectacle Notre-Dame de Paris tandis que le groupe participe au film Taxi 2 ; en 2001, c'est la sortie en salle du film Yamakasi de Luc Besson et, en 2005, la publication du reportage Génération Yamakasi : vol au-dessus des cités. La fin du XXe siècle marque toutefois la rupture du groupe Yamakasi.
La dénomination « art du déplacement » existe depuis 1996 mais la construction de la pratique à proprement parler ne s'est faite qu'au début des années 2000. À partir de quatre membres du groupe Yamakasi, Yann Hnautra, Laurent Piemontesi, Chau Belle et Williams Belle, l'ADD se développe d'abord à Évry-Courcouronnes (91) puis, s'étend en France et à l'étranger. Des ADD Academies (des associations spécialisées dans l'art du déplacement) se créent à Évry, Paris-Choisy, Nantes, Bordeaux, Toulouse, Lyon, Cherbourg-en-Cotentin, Poitiers, Ploërmel, Savigny, La Réunion, Aix-en-Provence, Brétigny-sur-Orge, Ballancourt et Plessis-Pâté mais également à l'étranger : à Milan, Rome, Pérouse et Florence, à Taïwan, au Québec, à Poznań, à São Paulo, à San Luis Potosi et à Potsdam.
Les ADD Academies servent à la promotion de l'ADD, principalement par l'encadrement de cours dispensés à des adhérents, mais certaines proposent également d'autres canaux de diffusion (spectacles, partenariats, réseaux sociaux, évènements).
Le premier évènement réunissant officiellement des pratiquants de différents continents est le meeting international d'Art du déplacement d'Évry en 2008. Par la suite, d'autres rassemblements, organisés par l'ADD Academy Évry et pris en charge par Évry Move, permettent de regrouper des pratiquants et entraîneurs de différentes ADD Academies ainsi que des pratiquants non rattachés à une association.

## Techniques
En tant que pratique libre, l’art du déplacement ne contraint pas les yamaks à un répertoire technique spécifique. Il se contente d'établir des « mouvements de base » pouvant être développés par les pratiquants selon leurs idées et aspirations : ce sont les franchissements, les sauts, les suspensions, les acrobaties, les mouvements esthétiques et les repoussés,.
- Les franchissements sont les « passés chat », ou « sauts de chat »[16] (correspondant à l'appui des mains sur une surface avec une poussée pour passer par-dessus), les « passés côté », les « inversés », le « relevé nuque » ou encore tout autre mouvement d'appui pour passer par dessus un obstacle[16],[9].

- Les sauts sont dits « de précision » lorsque l'atterrissage doit se faire sur un point précis, « de détente » lorsqu'il y a prise d'élan, et « de fond » lorsque le point d'arrivée est plus bas que le point de départ[16],[9].

- Les suspensions sous une barre comprennent les « balancés », les « sauts de bras » (faisant appel pour la réception aux bras, seuls ou en complément des jambes) et les « enroulés » (mouvements de rotation avec le bassin en contact avec la barre)[16],[9].

- Les acrobaties regroupent tous les mouvements de rotation, aériens (comme les sauts périlleux, ou « saltos ») ou non (comme les « roulades », les « roues »)[16],[9].

- Les mouvements esthétiques recouvrent tous les mouvements exigeant équilibre et mobilité, ainsi les « cavaliers », les « demi-tours » et les « macacos » (roues arrière faites en partant d'une position accroupie)[16],[9].

- Les repoussés sont toutes les prises d'appui sur un obstacle vertical ou oblique (mur, muret, pente) pour grimper ou pour s'en écarter, ainsi le « passe-muraille », prise d’appui pédestre sur un obstacle pour grimper à sa surface, ou encore le « tic tac », prise d’appui pédestre pour se retourner[16],[9].

## Valeurs
L’art du déplacement est une pratique libre, et de ce fait n’a pas de règles. Néanmoins, il promeut  des valeurs, qui sont, selon Laurent Piemontesi, cofondateur des Yamakasi, le respect, le courage, la force, la volonté, la persévérance, le partage, la tolérance et la créativité.

## Critiques
Comme le parkour, l'art du déplacement est visé par la critique de la dangerosité de sa pratique, de son impact sur le mobilier urbain et de sa violation des espaces privés : « Naturellement, le monde du sport questionne la dangerosité de cette pratique, les risques pris, les dangers de chutes et les qualifications de ceux qui s’improviseraient animateurs. Les élus et les forces de l’ordre, comme les citoyens, interrogent aussi cette prise de risque et les impacts de cette activité sur leur responsabilité et en termes de dégradation du mobilier urbain. Bien sûr aussi, la question de la violation des espaces privés, l’assimilation de ces escaladeurs urbains à des « monte-en-l’air » génèrent des crispations, que les pratiquants du parkour, les traceurs, ont toujours considéré comme légitimes ».